# Metropolitan Riveters
Les Metropolitan Riveters, auparavant appelé les Riveters de New York, étaient une équipe professionnelle de hockey sur glace féminin située à Newark aux États-Unis et jouant dans la Ligue nationale féminine de hockey. Fondée en 2015 lors de la création de la ligue, l'équipe disputait ses matchs à domicile sur la patinoire du RWJ Barnabas Health Hockey House dans le Prudential Center. C'est la patinoire d'entrainement des Devils du New Jersey avec qui les Riveters étaient affiliées.
L'équipe remporte la Coupe Isobel en 2018.

## Historique

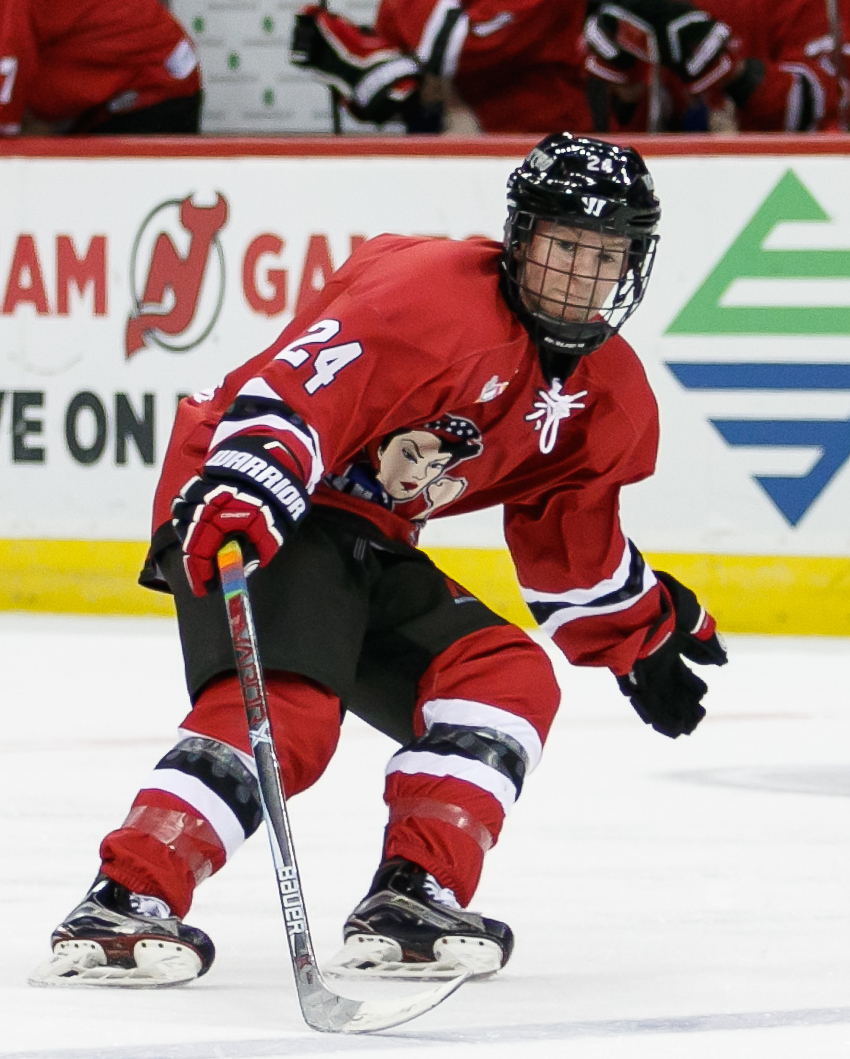
Le hockeyeur canadien Harrison Browne jouant chez les Riveters en 2017

La première joueuse qui signe un contrat avec l'équipe est Janine Weber, ce qui en fait également la première joueuse a signer un contrat pour la toute nouvelle Ligue nationale féminine de hockey. L'équipe fait ses débuts en 2015 dans une patinoire du Aviator Sports & Events Center situé dans Brooklyn et se nomme les Riveters de New York (en anglais, New York Riveters).
La première joueuse à marquer un but pour la franchise est Brooke Ammerman (en). L'équipe remporte son premier match le 15 novembre 2015 contre le Pride de Boston, Nana Fujimoto (en) devenant la première gardienne de but de la franchise créditée d'une victoire et la première gardienne de but japonaise à remporter un match en LNHF. Meghan Fardelmann est la première joueuse à inscrire un coup du chapeau.
Le 1er mai 2016, les Riveters signe l'agent libre Amanda Kessel pour un contrat d'un an valant 26 000 dollars, ce qui en fait la joueuse la mieux payée de la ligue.
Le 1er août 2016, il est annoncé que les Riveters déménage de Brooklyn pour leur patinoire actuelle, dans le complexe du Prudential Center à Newark, dans le New Jersey. Les Riveters ont conclu un partenariat avec les Devils du New Jersey de la Ligue nationale de hockey (LNH), devenant la première équipe de LNHF à conclure un accord de ce type. À la suite de cette annonce, l'équipe modifie son nom pour celui de Metropolitan Riveters, afin de refléter leur nouvelle implantation géographique. Les Riveters changent également leur maillot en adoptant les couleurs des Devils.
Pour faire suite à cette affiliation, les Riveters et les Devils organisent une double affiche pour le match d'ouverture de la saison 2017-2018 des Riveters. Le match contre le Pride de Boston est suivi d'un match de LNH contre les Coyotes de l'Arizona, tous deux sur la patinoire principale du Prudential Center.
Lors de la saison 2017-2018, les Riveters remportent la première place de la saison régulière ainsi que la Coupe Isobel, contre les tenantes du titre, les Beauts de Buffalo.

## Identité de l'équipe
Le nom de Riveters, en français « Riveteuses », ainsi que le logo contenant une femme montrant son biceps dans un bleu de travail sont basés sur l'image de « Rosie la riveteuse ». Celle-ci est une icône populaire américaine, symbolisant les femmes qui travaillèrent dans l'industrie de l'armement durant la Seconde Guerre mondiale et utilisée dans des campagnes de motivations de l'État. Ce personnage a été utilisé par la suite pour représenter des idées autour de la Femme, dans la littérature, le sport, la musique...

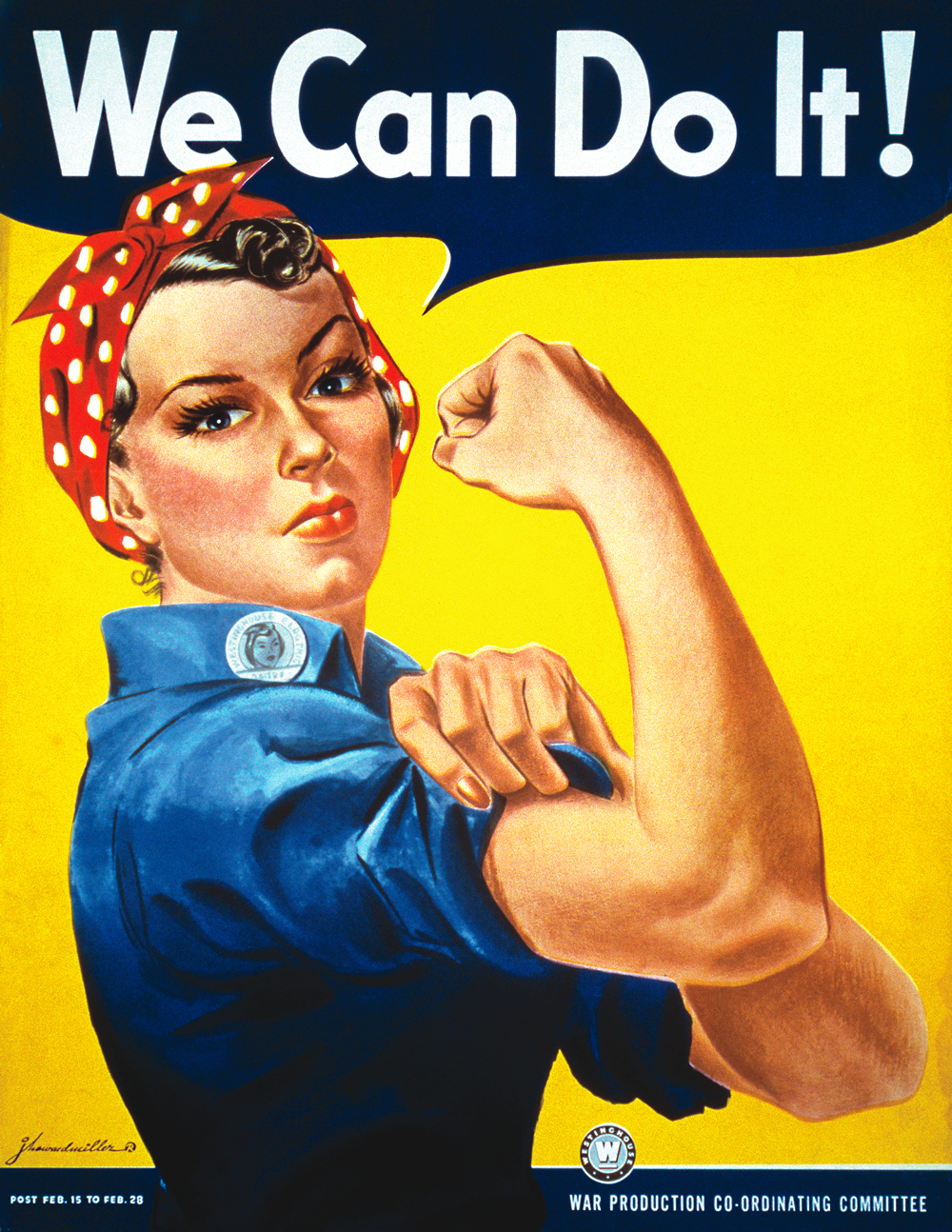
Un poster «We Can Do It!» par J. Howard Miller durant la Seconde Guerre mondiale.
Le logo de l'équipe depuis 2015.

## Bilans par saisons
| Saison    | PJ | V  | D  | DP | BP | BC | Pts | Classement | Séries éliminatoires                                                          |
| --------- | -- | -- | -- | -- | -- | -- | --- | ---------- | ----------------------------------------------------------------------------- |
| 2015-2016 | 18 | 4  | 12 | 2  | 40 | 76 | 10  | 4e place   | 0-2 Pride de Boston                                                           |
| 2016-2017 | 18 | 8  | 7  | 3  | 55 | 58 | 19  | 2e place   | 2-4 Beauts de Buffalo                                                         |
| 2017-2018 | 16 | 13 | 3  | 0  | 64 | 30 | 26  | 1re place  | 5-0 Whale du Connecticut 1-0 Beauts de Buffalo Championnes de la Coupe Isobel |
| 2018-2019 | 16 | 4  | 12 | 0  | 32 | 65 | 8   | 4e place   | 5-2 Whale du Connecticut 1-5 Whitecaps du Minnesota                           |

## Personnalités

### Joueuses

#### Effectif actuel
| No    | Nom                 | Nat. | Position         | Arrivée                                                          |
| ----- | ------------------- | ---- | ---------------- | ---------------------------------------------------------------- |
| +001, | Kimberly Sass       |      | Gardienne de but | 2017 - Beauts de Buffalo                                         |
| +002, | Erika Lawler        |      | Attaquante       | 2017 - Sans équipe                                               |
| +003, | Sarah Bryant        |      | Gardienne de but | 2016 - Friars de Providence (NCAA)                               |
| +005, | Jenny Ryan          |      | Défenseure       | 2017 - Badgers du Wisconsin (NCAA)                               |
| +006, | Courtney Burke      |      | Défenseure       | 2016 - Badgers du Wisconsin (NCAA)                               |
| +009, | Rebecca Morse       |      | Défenseure       | 2016 - Friars de Providence (NCAA)                               |
| +011, | Alexa Gruschow      |      | Attaquante       | 2016 - Engineers de Rensselaer (NCAA)                            |
| +014, | Madison Packer      |      | Attaquante       | 2015 - Badgers du Wisconsin (NCAA)                               |
| +015, | Lexi Slattery       |      | Défenseure       | 2018 - Whitecaps du Minnesota                                    |
| +016, | Alexa Aramburu      |      | Attaquante       | 2018 - Furies de Toronto (LCHF)                                  |
| +018, | Rebecca Russo       |      | Attaquante       | 2016 - Terriers de Boston (NCAA)                                 |
| +019, | Miye D'Oench        |      | Attaquante       | 2016 - Crimson d'Harvard (NCAA)                                  |
| +020, | Chelsea Ziadie      |      | Défenseure       | 2018 - Crimson d'Harvard (NCAA)                                  |
| +021, | Audra Richards      |      | Attaquante       | 2018 - Sans équipe                                               |
| +022, | Kelly Nash          |      | Attaquante       | 2017 - Sans équipe                                               |
| +024, | Fiona McKenna       |      | Attaquante       | 2018 - Tigers de Princeton (NCAA)                                |
| +025, | Kristin Lewicki     |      | Attaquante       | 2018 - Beauts de Buffalo                                         |
| +026, | Kiira Dosdall       |      | Défenseure       | 2015 - Blades de Boston (LCHF)                                   |
| +027, | Michelle Picard – C |      | Défenseure       | 2016 - Crimson d'Harvard (NCAA)                                  |
| +028, | Amanda Kessel       |      | Attaquante       | 2016 - Golden Gophers du Minnesota (NCAA)                        |
| +035, | Katie Fitzgerald    |      | Gardienne de but | 2016 - Huskies de l'Université d'État de Saint Cloud (en) (NCAA) |
| +055, | Kelsey Koelzer      |      | Défenseure       | 2016 - Tigers de Princeton (NCAA)                                |
| +069, | Maria Sorokina      |      | Gardienne de but | 2018 - Whale du Connecticut                                      |

#### Capitaines
- 2015 - 2018: Ashley Johnston[7],[8],[9]
- 2018 - En cours : Michelle Picard[10]

#### Joueuses notables
- Ashley Johnston[7]  (Prix Denna Laing en 2017)
- Katie Fitzgerald (Gardienne de l'année en 2017)

#### Choix de premier tour
Ce tableau permet de présenter le premier choix de l'équipe lors du repêchage d'entrée de la LNHF qui a lieu chaque année depuis 2015.
| Année | Joueuse             | Choix        | Équipe junior                   |
| ----- | ------------------- | ------------ | ------------------------------- |
| 2015  | Alexandra Carpenter | 1er au total | Eagles de Boston College (NCAA) |
| 2016  | Kelsey Koelzer      | 1er au total | Tigers de Princeton (NCAA)      |
| 2017  | Taylor Cianfrano    | 3e au total  | Bobcats de Quinnipiac (NCAA)    |
| 2018  | Annie Pankowski     | 1er au total | Badgers du Wisconsin (NCAA)     |

### Dirigeants

#### Entraineurs chefs
- 2015 - 2018  : Chad Wiseman[12]
- 2018 - En cours : Randy Velischek[13]

#### Directeurs généraux
| N° | Nom                     | Engagement | Départ   | Remarques                                                                             |
| -- | ----------------------- | ---------- | -------- | ------------------------------------------------------------------------------------- |
| 1  | Dani Rylan              | 2015       | 2016     | Dani Rylan est également la commissaire fondatrice de la ligue.                       |
| 2  | Chad Wiseman            | 2016       | 2018     | Il occupe les deux postes d'entraineur chef et de directeur général pendant deux ans. |
| 3  | Kate Whitman Annis (en) | 2019       | En cours |                                                                                       |